# Pataeta conspicienda
Pataeta conspicienda är en fjärilsart som beskrevs av Walker 1858. Pataeta conspicienda ingår i släktet Pataeta och familjen nattflyn. Inga underarter finns listade i Catalogue of Life.